# Giovanni Antonio Orsini del Balzo

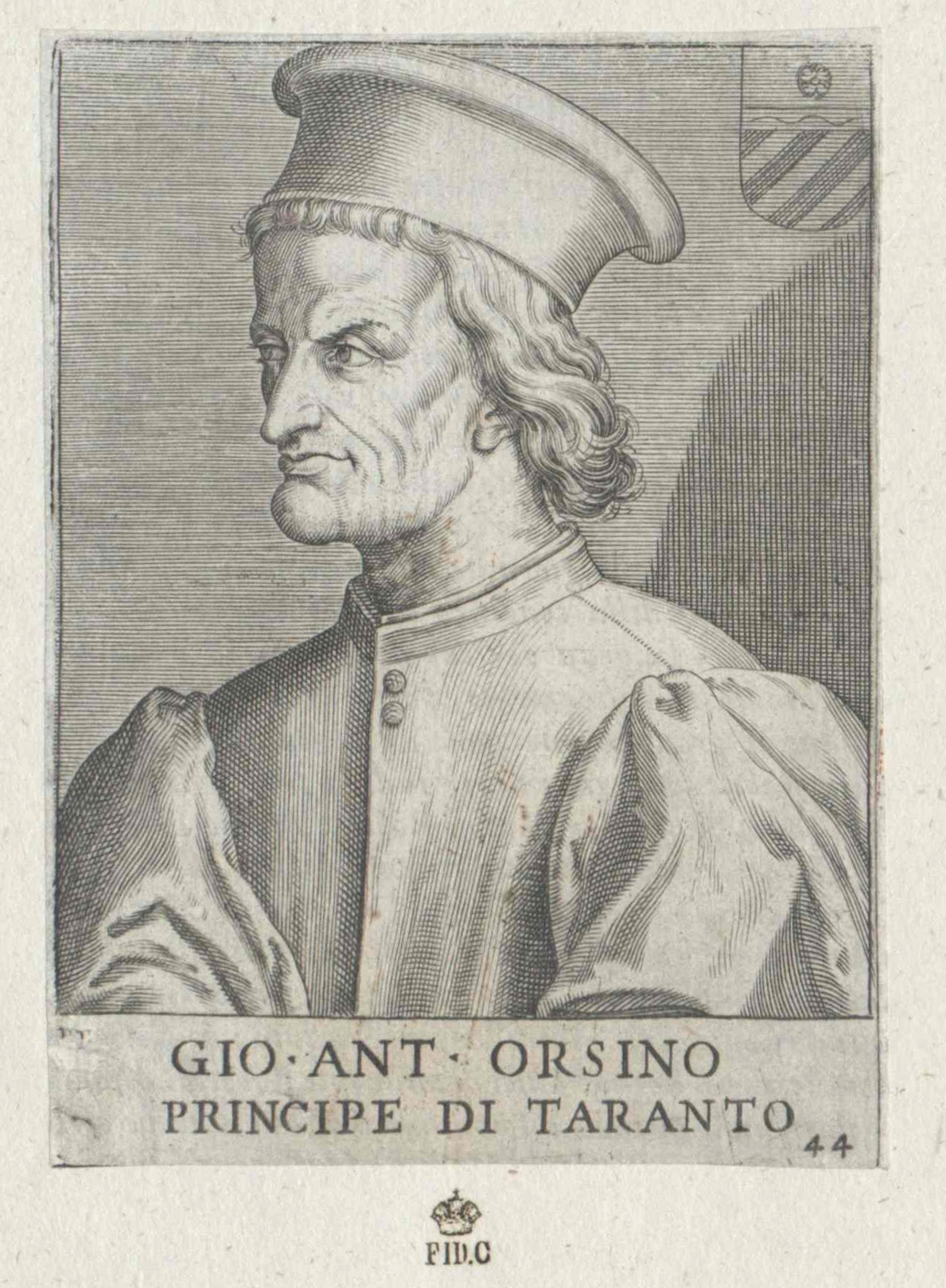
Giovanni Antonio Orsini del Balzo

Das Wappen Orsini del Balzo

Giovanni Antonio Orsini del Balzo (auch Giannantonio; * 9. September 1401 in Lecce; † 15. November 1463 in Altamura) war Fürst von Tarent, Herzog von Bari, Graf von Lecce, Soleto und Conversano, ab 1433 Graf von Matera und ab 1453 Graf von Ugento.

## Leben
Er war der Sohn von Raimondo Orsini del Balzo, Fürst von Tarent, und Maria von Enghien, Erbin des Hauses Brienne. Als sein Vater 1406 starb, folgte er nicht sofort in der Nachfolge, weil seine Mutter 1407 den König von Neapel, Ladislaus, heiratete, der die Besitztümer beschlagnahmte. Seine Hochzeit mit Marie d’Anjou, Tochter von Ludwig II., fanden wegen politischen Allianzen nicht mehr statt. Fürst Giannantonio fungierte als der Hauptwachtmeister des Königreiches Neapel.
Ende 1425 oder Anfang 1426 heiratete er Anna Colonna, eine Nichte von Papst Martin V., Tochter Lorenzo Onofrio Colonna, Fürst von Amalfi aus der Linie der Genazzano. Seiner Frau übertrug er das Lehen von Ceglie del Gualdo (Ceglie Messapica).
Schnell wurde klar, dass Giovanni Antonio von seinen Geschwistern abgelöst werden würde. Seine Nichte Isabella von Clermont war eine Schachfigur in den Plänen ihrer königlichen Meister. Sie war wahrscheinlich die Erbin bemerkenswerter feudaler Eigentümer in Süditalien, und durch königlichen Eingriff wurde sie 1444 mit Ferdinand I. von Neapel, einem unehelichen Sohn von König Alfons I. von Aragon, verheiratet. Alfons hatte sich im Thronfolgekrieg zwischen 1435 und 1442 in Süditalien gegenüber seinem Kontrahenten René I. von Anjou behauptet.
Auf Willen des Königs Alfons I. wurde Isabellas Mann, Ferdinand, nach dem Tod seines Vaters 1548, vom Papst legitimierter Sohn, zum König seiner eroberten Territorien erklärt (Isabella wurde somit Gemahlin des Königs) und somit als Ferdinand I. König von Neapel.
1460 ließ Giovanni Antonio in der Basilika Santa Caterina d’Alessandria in Galatina hinter dem Hochaltar eine gotische Apsis mit achteckiger Kuppel bauen. In der Mitte der Apsis (an der Wand) ließ Giovanni Antonio seinen Sarkophag erbauen. Er wird auf dem Sterbebett als Franziskaner dargestellt.
Giovanni Antonio unterstützte den von den Franzosen angeschürten Aufstand der lokalen Barone (1459–1462) in einigen Städten der Capitanata und kam zwischen dem 14. und 15. November 1463 unter mysteriösen Umständen ums Leben. Er wurde im Schloss von Altamura in der heutigen Provinz Bari von Paolo Tricarico erwürgt.
Giovanni Antonio hinterließ keine rechtmäßigen Erben und seine Länder und Schätze wurden vom König von Neapel, Ferdinand von Aragon, seinem nahen Verwandten beschlagnahmt. Auf dem Thron folgte ihm seine Nichte Isabelle de Clermont, Tochter seiner Schwester Caterina Orsini del Balzo und Tristan de Clermont, und Frau von König Ferdinand I., die allerdings 1465 starb. Ihr Erbe war ihr ältester Sohn Alfons II., der von 1494 bis 1495 König von Neapel sein sollte. Seine Frau war Hippolyte Maria Sforza aus Mailand.
Dies war das Ende des Fürstentums Tarent. Es wurde 1465 nach dem Tod von Isabella von Clermont von König Ferdinand I. ins Königreich Neapel einverleibt.

## Nachkommen
Fürst Giovanni Antonio hatte sechs uneheliche Kinder:
1. Caterina, Gräfin von Conversano, Signora di Casamassima e Turi; heiratete 1456 Giuliantonio Acquaviva d’Aragona, 7. Herzog von Atri.
2. Maria Conquesta († nach 1487), Gräfin von Ugento, ab 1463 Signora di Nardò e Castro; heiratete 1463 Angilberto del Balzo, Graf von Tricase und 1. Herzog von Nardo.
3. Margherita, verheiratet mit Antonio Centelles, Graf von Catanzaro und oberster Richter von Kalabrien.
4. Francesca, verheiratet mit Jacopo Sanseverino, Graf von Saponara.
5. Sohn Bertoldo († nach 1488), Baron von Salice. Graf von Lecce (1463–1464).
6. eine uneheliche Tochter (deren Name unbekannt ist), verheiratet mit Giacomo von Sanseverino, Graf von Mileto. anscheinend hatte er keine überlebenden Erben.